# Igreja de Cristo Pentecostal no Brasil
A Igreja de Cristo Pentecostal no Brasil (ICPB) é uma igreja evangélica pentecostal no Brasil. Foi fundada no dia 24 de janeiro de 1937 pelo missionário estadunidense Horace S. Ward, que chegara ao Brasil dois anos antes, enviado pela Pentecostal Church of Christ.
O primeiro nome da ICPB foi Igreja de Cristo Pentecostal de Serra Talhada. Na primeira década de existência, a igreja foi organizada em cidades da Paraíba e Pernambuco. Na Convenção Geral de Caruaru, de 13 a 20 de fevereiro de 1949, foi adotado o nome Igreja de Cristo Pentecostal do Brasil. Na Convenção Nacional de 1978, em Santo André, foi feita uma pequena alteração, passando a Igreja de Cristo Pentecostal no Brasil.
O Rev. Horace Ward foi Superintendente-Geral da ICPB entre 1948-1951 e 1959-1963, e permaneceu no Brasil até 1969.
A ICPB se expandiu pelo Nordeste e Sul, e em 1964 a ICPB recebe a emancipação administrativa da Missão Norte Americana, elegendo o primeiro superintendente-geral brasileiro, José Pinto de Oliveira, que dirige a denominação até falecer, em 1986. Por algumas décadas o templo de Recife foi a sede nacional da igreja. Em seguida, Pastor Pedro Messias dirige a ICPB até 1993. Nesse momento, a sede nacional muda-se para Brasília. O terceiro superintendente-geral brasileiro, João Batista Guimarães, a dirige de 1993 até 2009. Em sua gestão, a sede muda-se para Mogi Guaçu,  onde é construído seu Centro de Convenções (CENCO), além da Escola de Treinamento de Obreiros (ETO) e o Seminário Teológico Pentecostal do Brasil (Setepeb).
Seu atual superintendente é o Rev. Daniel Aparecido Silva, eleito na 26º Convenção Geral da ICPB, em 2009, foi reeleito duas vezes. Atualmente usa o nome Igreja de Cristo Pentecostal Internacional (ICPI).
Seu órgão máximo é a Convenção Geral (CG), que reúne-se de quatro em quatro anos. Outros órgãos importantes são o Conselho Deliberativo Nacional (CDN), o Conselho de Doutrina, Culto e Liturgia (CD) e o Conselho de Ética e Disciplina (CED). Através da SEREP, Secretaria de Educação Religiosa e Publicações, publica um jornal informativo e diversos materiais da denominação.
A igreja está presente em todos os estados do Brasil. Através da Secretaria Internacional de Missões (SIM), a ICPB/I fundou igrejas ou mantém missões na Argentina, Chile, Colômbia, Uruguai, Venezuela, Itália, Sudão do Sul e entre os Caingangues.